# Paraulopus nigripinnis
Espèce
Statut de conservation UICN

 LC 15 août 2019 : Préoccupation mineure
Paraulopus nigripinnis est une espèce de poissons marins téléostéens de la famille des Paraulopidae.

## Systématique
L'espèce Paraulopus nigripinnis a été décrite pour la première fois en 1878 par le zoologiste britannique Albert Günther sous le protonyme Chlorophthalmus nigripinnis.
Le nom valide complet (avec auteur) de ce taxon est Paraulopus nigripinnis (Günther, 1878).

### Synonymie
Selon Catalogue of Life (03 mai 2025) et World Register of Marine Species (03 mai 2025) :
- Chlorophthalmus nigripinnis Günther, 1878.

## Description
Paraulopus nigripinnis possède un corps allongé qui varie entre 12,6 à 25 cm.
L'espèce se caractérise par des taches noires en dégradé à l'extrémité de la nageoire dorsale et des nageoires caudales, ce qui lui a valu son nom spécifique.
D'apparence, cette espèce est très proche de Paraulopus okamurai et Paraulopus novaeseelandiae, mais s'en distingue par l'absence de bande blanche qui sépare ses lobes noirs du reste de ses nageoires, ainsi qu'une longueur légèrement inférieure, variant de 12 à 24 cm contre 19 à 31 cm pour Paraulopus okamurai et 20 à 35 cm pour Paraulopus novaeseelandiae.

## Répartition
Cette espèce se croise au large de l’Australie, et de la Nouvelle-Zélande, à des profondeurs variant généralement de 50 à 500 m, bien qu'elle puisse être retrouvée jusqu'à 600 m.

## Étymologie
Son épithète spécifique, nigripinnis du latin nĭgĕr, noir, et du néolatin pinna nageoire, fait référence au lobe noir présent sur les nageoires dorsales et caudales.

## Comportement

### Prédateurs
Paraulopus nigripinnis peut être la proie de poissons plus gros comme le Hoki.

## Publication originale
- (en) Albert Günther, « Preliminary notices of Deep-Sea Fishes collected during the Voyage of H.M.S. ‘Challenger.’ », Annals and Magazine of Natural History, Londres, vol. 2, no 7,‎ juillet 1878, p. 17 à 28 (ISSN 0374-5481, OCLC 1481361, DOI 10.1080/00222937808682376, lire en ligne).